# U-145
U-145 — малая немецкая подводная лодка типа II-D для прибрежных вод, времён Второй мировой войны. Заводской номер 274.
Введена в строй 16 октября 1940 года. Входила в 1-ю флотилию, с 19 декабря 1940 года находилась в 22-й флотилии в качестве учебной лодки. Совершила 3 боевых похода, успехов не достигла. В 1945 году субмарина была передана британскому военному флоту.